# Auguste Laurent
Auguste Laurent je bil francoski kemik, ki je odkril antracen, galaktiol,  ftalno kislino in fenol, * 14. november 1807, La Folie pri Langresu, Francija,  15. april 1853, Pariz, Francija. 
Laurent je izoblikoval sistematično nomenklaturo organskih spojin, ki je temeljila na funkcionalnih skupinah molekul in zanje značilnih kemijskih reakcijah. Bil je študent Jean-Baptista Dumasa in asistent in sodelavec Charlesa Frédérica Gerhardta.

## Naslovi in službovanja
- inženir v l'École des Mines v Parizu,
- asistent na l'École Centrale des Arts et Manufactures v Parizu,
- profesor na Znanstveni fakulteti v Bordeauxu,
- dopisni član Francoske akademije znanosti
- član Institut de France,
- analitik francoske državne kovnice.

## Znanstveni deli
- Auguste Laurent (1847). Précis de cristallographie, suivi d’une méthode simple d’analyse au chalumeau.
- Auguste Laurent (1854). Méthode de chimie.